# Ruhetal (Glücksburg)
Ruhetal (frühere Schreibweise: Ruhethal) ist ein Ort der Gemeinde Glücksburg.

## Lage
Ruhetal liegt am westlichen Rand des Rüder Sees, im nördlichen Bereich des Ortsteils Ulstrupfeld.
140 Meter südwestlich der Kreuzung Uferstraße/Flensburger Straße beginnt der Ruhetaler Weg. Dort am Rüder See befand sich früher das Gasthaus Ruhetal, heute die Parkresidenz Glücksburg (Lage).

## Geschichte
1777/78 ließ Herzog Friedrich Heinrich Wilhelm die Straße von Glücksburg in Richtung Wees, die letztlich nach Flensburg führt, ausbauen. Bei Ruhetal ließ er dabei offenbar auch eine Holzbrücke über den dortigen Fluss Schwennau bauen. 1780 wurde von Ludwig Johannsen die Brauerei und Brennerei Ruhethal gebaut. Auf welchen Talbereich sich der Name Ruhetal damals bezog, ist unsicher. In einer 1929 aufgeschriebenen Sage wurde das Rudekloster im Übrigen „Ruhekloster“ genannt. Die Brau- und Brenngerechtigkeit erfolgte 1784. 1854 erwähnte der Topograph Johannes von Schröder in seiner kurzen Beschreibung des Ortes Glücksburg Ruhetal noch als den einzigen Brauerei- und Brennerei-Standort des Ortes. Bis 1858 diente das Haus Ruhetal als eine Gaststätte. Auf der Karte des Kartografen Franz Geerz, des besagten Jahres 1858, war „Ruhethal“ schon verzeichnet. In den darauffolgenden fünfzehn Jahren diente Ruhetal als Gärtnerei mit Landwirtschaft. Seit 1873 diente das zweigeschossige Hofgebäude mit Krüppelwalmdach als Hotel. 1874 zählte der Hof Ruhethal offenbar 23 ständige Bewohner. Auf der Karte der Preußischen Landesaufnahme von 1879 wurde der Ort „Ruhethal“ namentlich genannt. Seit 1893 bestand bei Ruhetal ein Haltepunkt der Flensburger Kreisbahn. Auf der aktualisierten Gebietskarte von 1926 war der „Haltepunkt Ruhethal“ eingetragen. Der Haltepunkt gehörte auch zur Infrastruktur der Flensburger Straßenbahn, denn seit 1925 nutzte die Straßenbahn die Strecke nach Glücksburg.
Nach und nach ging der Name des Gasthauses Ruhetal mit seinen zugehörigen Hofanlagen auch auf das umliegende Gebiet über. Der Verbindungsweg des südöstlich gelegenen Reiterhofes „Sorgenfrei“ (Lage) nach Ruhetal erhielt den Namen Ruhetaler Weg. Auf neueren Gebietskarten ist der Gebietsname Ruhetal auch im Bereich der Schwennau-Arena, also dem Sportplatzbereich im Winkel zwischen der Uferstraße und der Flensburger Straße, zu finden (Lage). Im Jahr 1927 war am Anfang des Ruhetaler Weges eine heute noch bestehende Turnhalle im Heimatschutzstil errichtet worden (Alte Turnhalle). 1983 wurde direkt neben dieser die größere Rudehalle errichtet, die als Sport- und Veranstaltungshalle dient. Im März 2001 wurde das Gasthaus Ruhetal (mit der Adresse: Flensburger Straße 2) abgerissen. 2002 wurde an dessen Stelle die heutige Glücksburger Parkresidenz gebaut, bis 2012 ein Gesundheitszentrum und seitdem ein Pflegezentrum (mit der Adresse: Ruhetaler Weg 2a). Der erwähnte Reiterhof Sorgenfrei mit der Anschrift Ruhetaler Weg 30 wurde um 2016 aufgegeben. Dort soll in den nächsten Jahren das Wohngebiet „Alter Reiterhof“ entstehen.